# ميناء الإسكندرية
ميناء الإسكندرية أهم وأكبر موانئ جمهورية مصر العربية من حيث حجم التجارة ومن خلاله يتم تداول نحو 60٪ من التجارة الخارجية، يطلق عليه بين العامة «الميناء الغربي» لتمييزه عن الميناء الشرقي الضحل الخاص بمراكب الصيد، فالميناء الغربي يستقبل حركة الملاحة من سفن بضائع وركاب، ويقسم الميناء جغرافيا إلى 9 مناطق، ست مناطق منهم في ميناء الإسكندرية المعروفة بالميناء الشرقي وثلاث مناطق في ميناء الدخيلة وكما يستخدم الميناء في الشحن التجاري فهو أيضًا يستقبل السفن السياحية وبواخر الركاب.

## التاريخ

### العصور القديمة

مُخطط لمدينة الإسكندرية عام ٣٠ قبل الميلاد.

ميناء الإسكندرية من أقدم الموانئ في العالم حيث تم بناء أقدم مرافق الميناء عام 1900 قبل الميلاد في قرية راقودة آنذاك لخدمة الشحن الساحلي وتزويد جزيرة فاروس (التي أصبحت الآن جزءًا من حي «رأس التين»).
على مر القرون، جَعلت الرواسب الرملية والطمي الميناء غير قابل للملاحة. تم تطهيره هذه الرواسب من قِبل القوات التي كانت تحت قيادة الإسكندر الأكبر عام 331 قبل الميلاد كجزء من بناء مدينة الإسكندرية لتكون القاعدة البحرية لأسطوله. ربط مهندس الإسكندر دينوكرات ميناء الإسكندرية وجزيرة فاروس بجسر بري بطول 1200 متر وعرض 200 متر، مما أدى إلى إنشاء حوضين لمينائين للشحن التجاري والعسكري. تم تصميم الحوض الشمالي الشرقي (Portus Magnus ، المرفأ الشرقي حاليًا) للسفن العسكرية وكان الحوض الجنوبي الغربي (Portus Eunostus ، حاليًا الميناء الرئيسي للإسكندرية) للإستخدام التجاري. في عهد خليفة الأسكندر بطليموس الأول، تم بناء جسر ثانٍ لجزيرة فاروس، مما أدى إلى تقسيم الميناء الشرقي إلى مدخلين منفصلين.
وفقًا لسترابو، كان للإسكندرية ميناء داخلي على بحيرة ماريوتس (بحيرة مريوط) بالإضافة إلى موانئ البحر الأبيض المتوسط. لم يكن للبحيرة فم يربطها بالبحر ولكن بدلاً من ذلك كانت متصلة بالنيل عن طريق القنوات. يصف سترابو ميناء البحيرة بأنه أكثر ازدحامًا من الموانئ على البحر. خلال فترة مصر الرومانية، كان يتم تصدير الحبوب بكميات كبيرة من الميناء الغربي للمدينة، وأطلق عليها اسم «بورتوس ماغنوس». تم نقل الحبوب عبر نهر النيل بواسطة البارجة وتخزينها في مخازن كبيرة بالقرب من شاطئ بحيرة مريوط قبل الشحن. في ذروة الإمبراطورية الرومانية، كانت الإسكندرية تشحن 83,000 طن من الحبوب سنويًا إلى روما. بحلول وقت الإمبراطورية المتأخرة، كانت المدينة تشحن 220.000 طن من الحبوب سنويًا إلى القسطنطينية.

### العصر الحديث

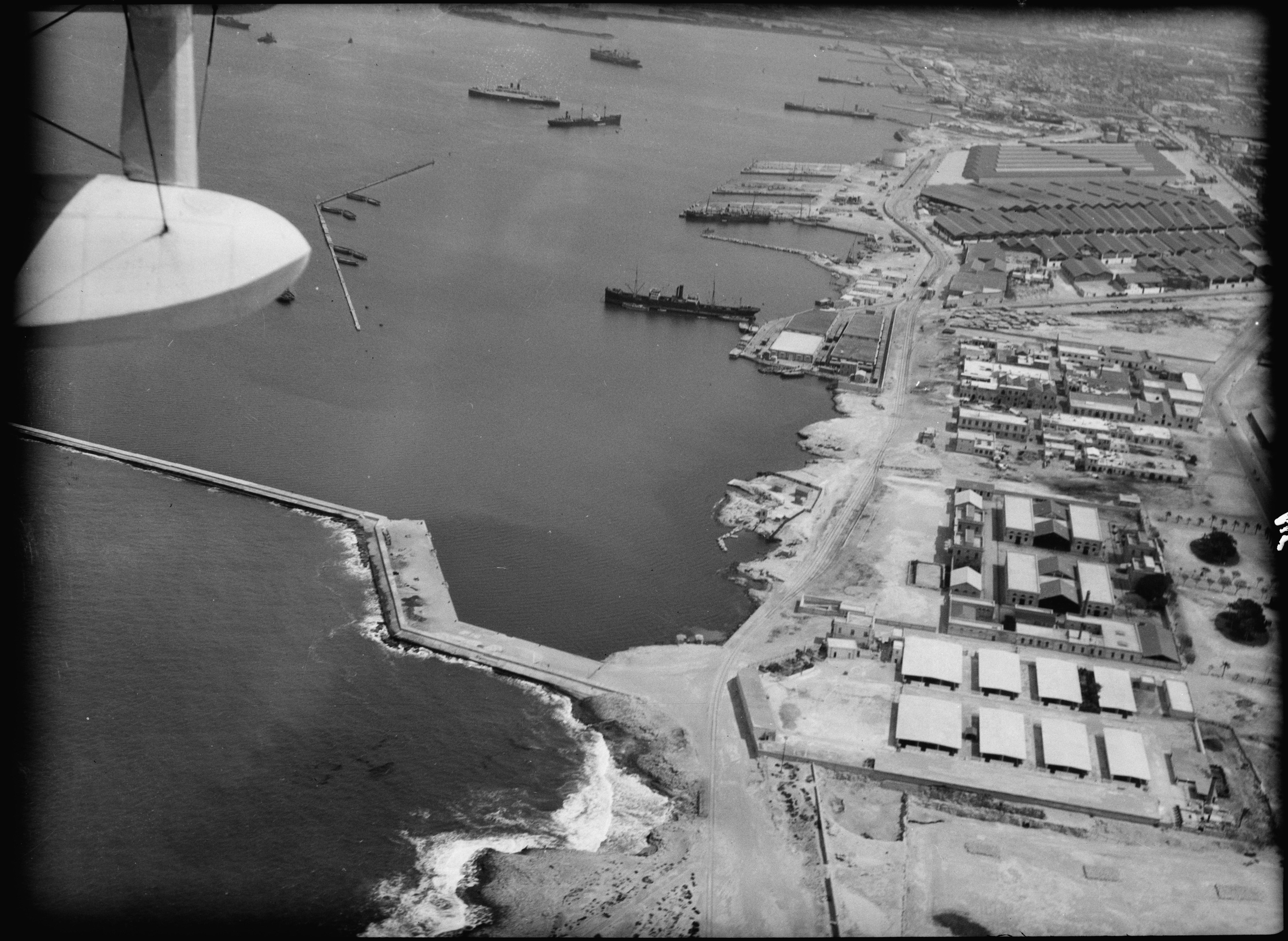
ميناء الإسكندرية عام ١٩٣٢

أصدر محمد علي أمرًا بإعادة حفر وإصلاح قناة المياه العذبة من نهر النيل وإلي الإسكندرية عند صعوده إلى السلطة. عند إكتمالها عام ١٨٢٠ أُطلق عليها اسم ترعة المحمودية. في عهده، تم أيضًا إنشاء حوض بناء السفن بالإسكندرية.
خلال الحرب العالمية الأولى استخدمت القوات البريطانية في البحر الأبيض المتوسط، التي شاركت في حملة جاليبولي، ميناء الإسكندرية كقاعدة رئيسية للقوات والإمدادات المتجهة للهبوط في جاليبولي.
بحلول أواخر القرن العشرين، كانت التجارة البحرية عبر ميناء الإسكندرية قد تجاوزت قدراتِه. تم بناء ميناء جديد في الدخيلة خلال الثمانينيات مع مرافق لشحن الحاويات والبنية التحتية لخدمة مصنع الصلب القريب. بالإضافة إلى ميناء الدخيلة والميناء الغربي للإسكندرية، تشمل موانئ المدينة موانئ أبو قير وسيدي كرير، بالإضافة إلى ميناء الإسكندرية الشرقي القديم الذي لم يَعد يُستخدم لشحن البضائع.
تم تطوير ترسانة الإسكندرية في الأصل في الستينيات بمساعدة حكومة الاتحاد السوفيتي وفي عام ٢٠٠٤ تم نقل ملكية حوض السفن إلى وزارة الدفاع.
تمتلك مصر ما مَجموعه 15 ميناء تجاريًا على طول سواحل البحر الأبيض والبحر الأحمر. ميناء الإسكندرية، الذي تُديره هيئة ميناء الإسكندرية، هو أكبر ميناء في البلاد ويتعامل مع ما يقرب من 55٪ من تجارة مصر الدولية. بشكل عام، تتعامل موانئ الإسكندرية المختلفة مع أكثر من ثلاثة أرباع التجارة الخارجية لمصر، مع مرور ما يقرب من 80 ٪ من واردات وصادرات البلاد عبر المدينة.

## التقسيم التنظيمي
يقسم ميناء الإسكندرية إلى ستة مناطق هي كالتالي:
| المنطقة | البيان                                                                              |
| ------- | ----------------------------------------------------------------------------------- |
| الأولى  | تشمل أرصفة 5-15 لاستقبال البضائع العامة وسفن الرورو                                 |
| الثانية | تشمل أرصفة 16-28 لاستقبال البضائع العامة، محطة الركاب، وبضائع صب معبأة.             |
| الثالثة | تشمل أرصفة 35-47 لاستقبال البضائع العامة، وبضائع الصب.                              |
| الرابعة | تشمل أرصفة 49-68 لاستقبال الحاويات، الأسمنت، الفحم، الأسمدة                         |
| الخامسة | تشمل أرصفة 71-85 لاستقبال المولاس، الأخشاب، الغلال، والبضائع العامة.                |
| السادسة | تشمل حوض سفن البترول، زيت الطعام، تموين السفن، المواشي الحية ويتصل هذا الجزء بمصفاة |

## مشروعات التطوير
مشروعات الإدارة الإلكرونية
البنية التحتية
شبكة المواسير (كهرباء – معلومات – تليفونات) 120 كم كابلات
ألياف ضوئية.
تم إنشاء مبنى الإدارة الإليكترونية والذي يخدم
-التخطيط الإلكتروني للعمليات قبل حدوثها.
-التحكم الإلكتروني في العمليات الجارية.
-مراقبة العمليات واستتنتاج معوقات العمل.
تم إنشاء مراكز الخدمات اللوجيستية 3 بالأسكندرية و 2 بالدخيلة
الخدمة مستعملى الميناء والمركز اللوجيستى كما يخدم المبنى ساحة خارجية وحدائق وأماكن انتظار سيارات. والمبنى مجهز بكافة الأنظمة الحديثة للإنذار والمراقبة والتحكم والتكييف المركزى ودورات المياه والأوفيسات وكافة المرافق ويضم:
- مكتب للاستعلامات / مكتب لخدمة العملاء من شركات نقل وتوكيلات ملاحية / مكتب لإدراج البيانات الجمركية / مكاتب للرقابة / المستودعات / الشرطة / الحاويات / كافيتريا مجهزة بشاشات بلازما لعرض موقف الأرصفة والسفن وموقف الرسائل ومواعيد لجان الفحص لمساعدة المتعاملين مع الميناء على:

- سرعة نهو الإجراءات من مكان واحد
- تقديم نسخة واحدة من المستندات - تقليل الاختناق المروري.
إنشاء مبانى المناطق الإليكترونية 4 بالأسكندرية و 3 بالدخيلة
لربط الميناء بالكامل (أرصفة – ساحات – مخازن) بمركز الإدارة الإلكترونية بإجراءات لجان الفحص للجهات الممثلة في هذه المبانى بما يحقق:
- توحيد مكان الفحص
- سرعة انهاء الإجراءات
إنشاء النظام المتكامل للموازين الإلكترونية بالميناء
تتكون منظومة الموازين الإلكترونية من عدد 18 ميزان إلكترونى 12 منها مخصص لميناء الإسكندرية وعدد 6 بميناء الدخيلة سيتم ربط هذه الموازين بالبوابات ونظام الإدارة الإلكترونية لضمان آليه التسجيل والحساب لأوزان البضائع وعدد السيارات وحمولاتها بما يوفر قاعدة بيانات من خلالها يمكن تحديد حجم التداول للبضائع الصادرة والواردة وتحقيق سرعة ودقة الخدمات المتعلقة بخروج البضائع من البوابات

## معرض الصور

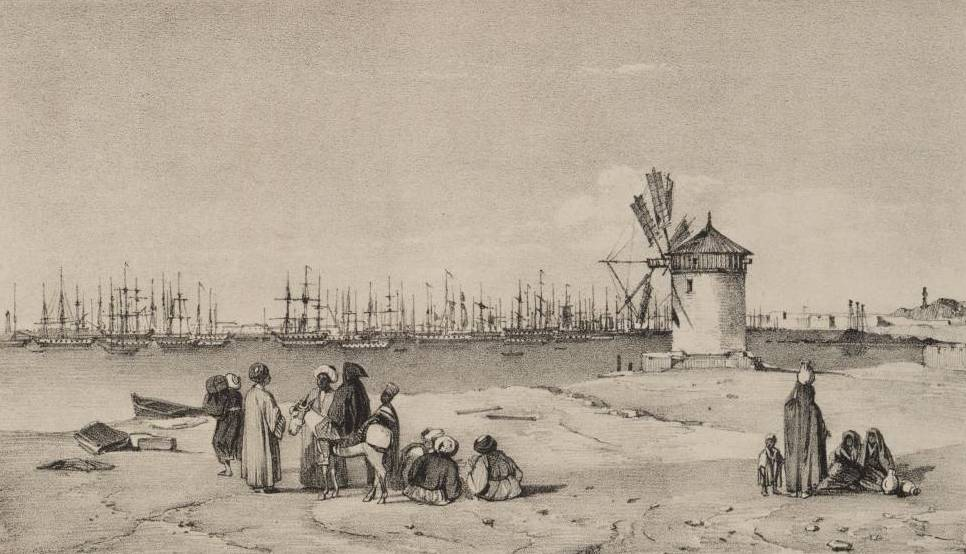
أسطول مصر وتركيا سنة 1841
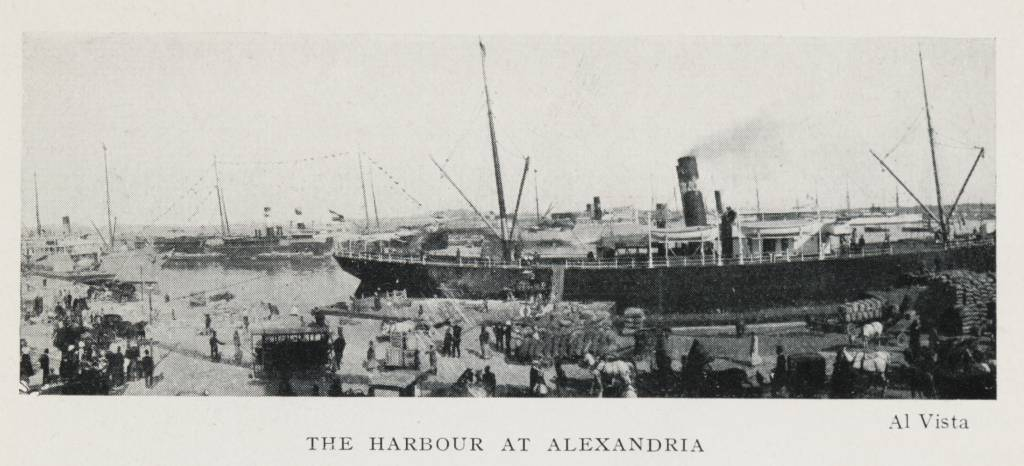
الميناء سنة 1906
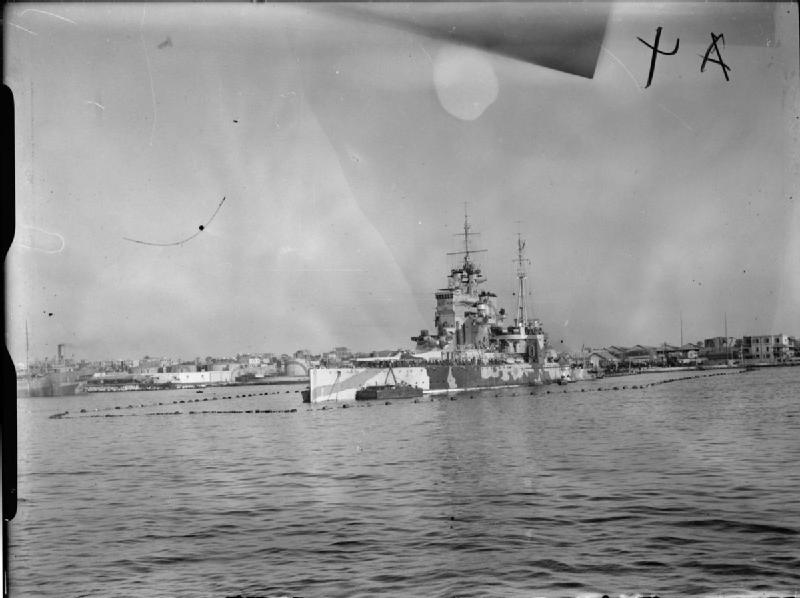
سفينة تتبع البحرية الملكية البريطانية سنة 1942
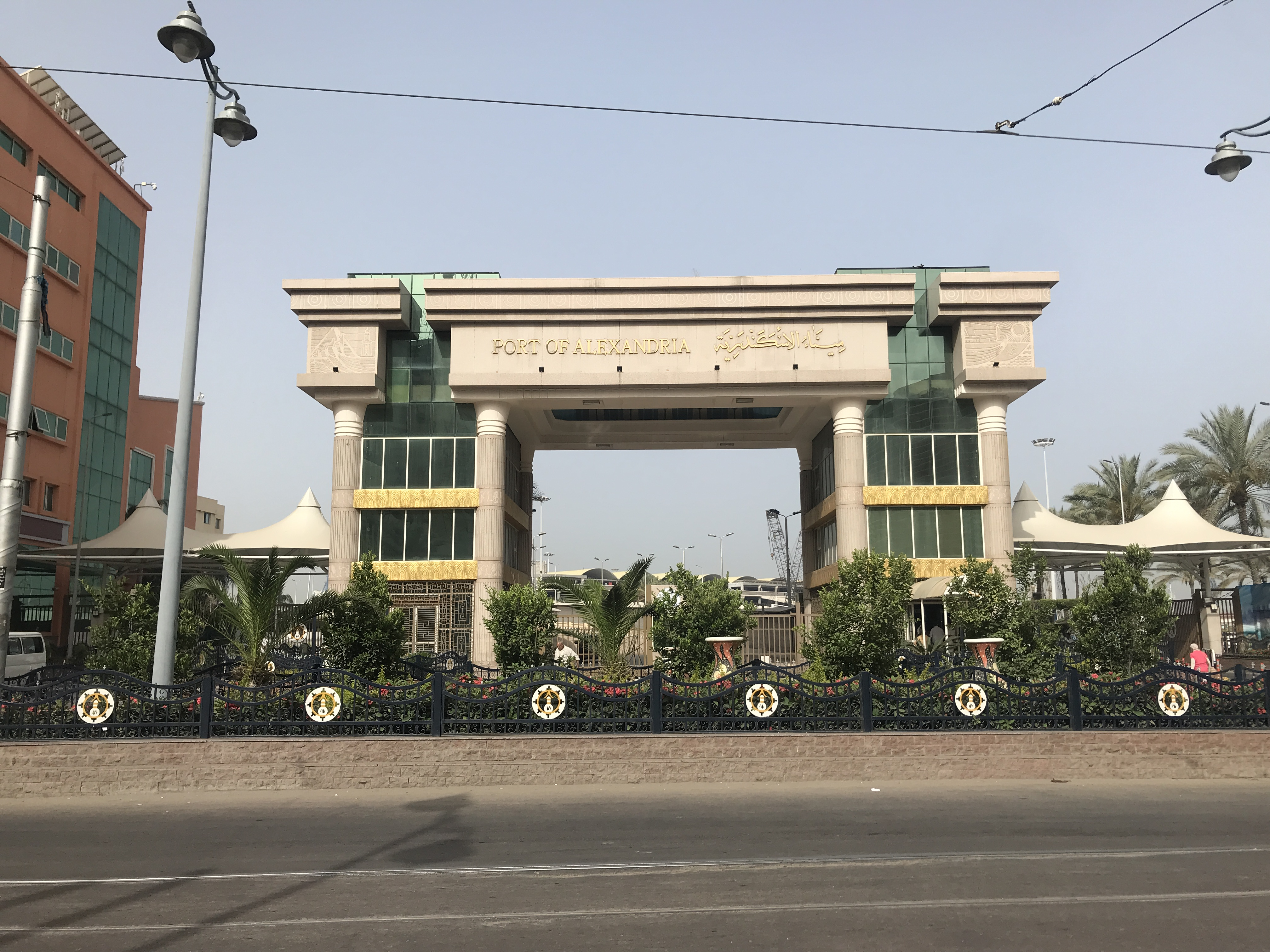
بوابة الميناء الرئيسي